# Dope Thief
Production
Diffusion
Dope Thief est une mini-série américaine créée par Peter Craig et diffusée sur Apple TV+ le 14 mars 2025. Il s'agit d'une adaptation du roman du même nom de Dennis Tafoya.

## Synopsis
À Philadelphie, Raymond « Ray » Driscoll est un ancien toxicomane et trafiquant de drogue repenti. Avec son ami d'enfance Manny Carvalho, il exploite désormais sa connaissance du jeu pour dévaliser les dealers et subvenir à leurs besoins. Ils opèrent en se faisant notamment passer pour des agents de la DEA. Les deux amis vont cependant devoir faire face aux conséquences de leurs actes, lorsqu'ils se retrouvent mêlés à une véritable affaire de la DEA.

## Distribution

### Acteurs principaux
- Brian Tyree Henry (VF : Daniel Njo Lobé) : Raymond « Ray » Driscoll
- Wagner Moura (VF : Valentin Merlet) : Manny Carvalho
- Marin Ireland (VF : Ingrid Donnadieu) : Mina
- Amir Arison (VF : Serge Faliu) : Mark Nader
- Nesta Cooper (VF : Aurélie Konaté) : Michelle Taylor
- Kate Mulgrew (VF : Frédérique Cantrel) : Theresa Bowers
- Ving Rhames (VF : Saïd Amadis) : Bart Driscoll

### Acteurs récurrents
- Dustin Nguyen : Son Pham
- Kaci Walfall : Marietta
- Kieu Chinh (en) (VF : Candice Lartigue) : Xuan « Grand-mère » Pham

 Source et légende : version française (VF) sur RS Doublage et les cartons du doublage français.

## Production

### Genèse et développement
En août 2022, il est annoncé qu'une série intitulée Sinking Spring, écrite par Peter Craig et basée sur le roman Dope Thief de Dennis Tafoya, va être produite pour Apple TV+. Brian Tyree Henry est alors annoncé dans le rôle principal. Ridley Scott est ensuite confirmé à la réalisation du pilote, en plus d'en être producteur délégué. Quelques mois plus tard, Michael Mando, Marin Ireland et Kate Mulgrew sont également annoncés dans des rôles principaux,,.
En novembre 2024, il est finalement annoncé que la série n'est plus nommée Sinking Spring mais Dope Thief. Il est précisé que les deux premiers épisodes seront diffusés le 14 mars 2025.
Comme influences visuelles, Peter Craig explique que lui, Ridley Scott et le directeur de la photographie Erik Messerschmidt se sont notamment inspirés du film Fargo (1996) des frères Coen ou encore des « polars des années 1970 » comme Un après-midi de chien (1975) de Sidney Lumet.

### Attribution des rôles
En janvier 2023, Amir Arison est confirmé, suivis quelques mois plus tard par Ving Rhames, Dustin Nguyen et Nesta Cooper. Kieu Chinh (en) est annoncée en mars 2023.

### Tournage
Le tournage débute en février 2023 in Philadelphie. À la suite d'une altercation sur le plateau avec un autre acteur, Michael Mando est renvoyé de la série. Wagner Moura est ensuite choisi pour le remplacer. En mai 2023, la production est stoppée en raison de la grève de la Writers Guild of America.

### Fiche technique
Sauf indication contraire, les informations mentionnées dans cette section peuvent être confirmées par la base de données cinématographiques IMDb,  présente dans la section « Liens externes ».
- Réalisation : Marcela Said, Jonathan van Tulleken, Peter Craig, Tanya Hamilton et Ridley Scott
- Scénario : Peter Craig, d'après le roman Dope Thief de Dennis Tafoya
- Musique : Dominic Lewis
- Photographie : Yaron Orbach, Eduardo Enrique Mayén et Erik Messerschmidt
- Montage : Jennifer Barbot, Eric Litman, Billy Rich et J. Kathleen Gibson
- Décors : Drew Boughton et Chris Seagers
- Costumes : Jenny Gering
- Production : Marjorie Chodorov, Debra Lovatelli et Raymond Kirk

Producteurs délégués : Peter Craig, Brian Tyree Henry, Richard Heus, Clayton Krueger, Ridley Scott, Jordan Sheehan, Jennifer Wiley-Moxley, David W. Zucker et Tanya Hamilton
Coproducteurs : Eric Henriquez, Steven Hornstein et Lindsey Molnar
- Sociétés de production : Night Owl Stories, Scott Free Productions et Apple Studios

## Accueil
Sur le site d'agrégation de critiques Rotten Tomatoes, la série obtient 83% d'avis favorables, pour 35 critiques et une note moyenne de 7,2⁄10. Le consensus suivant résumé les avis collectés : « Brian Tyree Henry et Wagner Moura ne sont peut-être pas à la hauteur avec l'histoire dérivée de Dope Thief, mais cela ne les empêche pas de faire de ce thriller une aventure captivante. » Sur le site Metacritic, qui utilise une moyenne pondérée, elle obtient la note de 73⁄100 pour 23 critiques.